# Kočka horská
Kočka horská (Leopardus jacobita) je jedna z nejvzácnějších a nejméně známých kočkovitých šelem. Je to malá kočka, jenž zbarvením, hustou srstí a velkým ocasem připomíná zmenšeného sněžného levharta. Stejně jako on obývá vysoké hory, konkrétně jihoamerické Andy. Živí se různými malými savci (především viskačami a činčilami), ptáky a plazy. Mezi domorodci koluje o této kočce několik pověr a mýtů, kvůli kterým je jimi lovena. Jelikož má poměrně malý areál rozšíření a velmi nízkou populaci (necelých 1400 dospělých jedinců), hodnotí IUCN tuto šelmu jako ohrožený druh.

## Taxonomie
Kočka horská byla popsána v roce 1865 italským přírodovědcem Emilio Cornaliem, který ji pojmenoval Felis jacobita na počest Jacobita Mantegazza. Jenže jakékoliv přímé důkazy její existence byly natolik vzácné, případně zaměnitelné s kočkou pampovou, že ji autoři přírodovědných knih až přibližně do roku 1900 nezahrnovali do přehledu žijících druhů koček. V roce 1940 byla přeřazena do rodu Oreailurus, kde vydržela až do přelomu 20. a 21. století. Až v roce 1998 byly získány první kvalitní fotografie. Kočka horská obdržela již několik vědeckých jmen a nejnověji byla zařazena do rodu Leopardus, zahrnujícího šest dalších amerických koček. Synonyma pro kočku horskou jsou:
- Felis jacobita
- Oreailurus jacobita
- Leopardus jacobitus[7]

## Popis
Existuje málo věrohodných kvantitativních údajů ke kočce horské. Dosahuje velikosti mohutnějších kusů kočky domácí. Většina autorů uvádí, že byl zvážen pouhý jeden samec (ne zcela dospělý), který měl hmotnost 4 kg. Nicméně existuje ještě záznam o samici vážící 4,5 kg. Délka těla se pohybuje v rozsahu 57,7 až 85 cm, délka ocasu 41 až 48 cm. Maximální délka lebky je 9 až 11,5 cm.
Srst je hustá a dlouhá, na hřbetě až 4,5 cm, 3,5 cm dlouhé chlupy vyrůstají na ocase. Základní barva je stříbrošedá nebo popelavá, hnědošedá nebo načervenalá. Tmavší, na těle nepříliš zřetelná kresba je tvořená rezavými rozetami na bocích, které místy přecházejí v pruhy. Končetiny jsou mourované, s černošedou kresbou. Břicho je světlejší, s tmavými tečkami, ušní boltce jsou vždy šedé. Ocas je kroužkovaný, kroužků bývá šest až devět (nejčastěji 7), u mladých zvířat jich může být i více a jsou tenčí. Někteří jedinci mají špičku ocasu bílou.
Ocas je velmi tlustý a dlouhý. Zvláštností kočky horské jsou některé znaky na lebce, přesněji velká, dvoukomorová sluchová výduť, což je dutý výběžek spánkové kosti pod kostěným zvukovodem. Vnější zvukovod má zploštělý tvar. Celkový počet zubů je 28 při zubním vzorci 3/3, 1/1, 2/2, 1/1.
Kočka horská bývá zaměňována s horskou formou kočky pampové, jejíž areál se překrývá s místy výskytu kočky horské (sympatrický výskyt). Srst kočky pampové je spíše žlutohnědá s tmavší, výraznější kresbou. Její uši mají černou vnější část boltců. Také má kratší ocas.

## Rozšíření a biotop
Kočka horská obývá skalnaté vysokohorské pouště Andských vrcholů nejčastěji v nadmořské výšce mezi 3600 m a 4700 m. Největší výška, ve které byla kočka horská spatřena, je 5100 m n. m. Přestože jednoznačně preferuje horské oblasti, byla pozorována i v nadmořské výšce 650 m. Areál výskytu tvoří přerušovaný pás táhnoucí se od severního Chile a severozápadní Argentiny na jih Peru a do jihozápadních oblastí Bolívie.
Žije nejčastěji na skalnatých, velmi suchých a chladných vrcholech vysoko nad hranicí lesa. Vegetace je tvořena zakrslými trávami a keři. Také se vyskytuje na vysokohorských vlhkých loukách a vzácně i při hranici sněhu. Dokáže žít i v patagonských stepních a křovinatých územích.
Oblasti, v nichž žije, vykazují tyto typické podnebné charakteristiky: zima (průměrné roční teploty 0 °C až 4 °C), sucho (roční srážky méně než 100 mm až 800 mm) a velké rozdíly teplot mezi dnem a nocí.

## Biologie a ekologie
O chování kočky horské je toho známo velice málo. Bylo zdokumentováno minimum pozorování kočky horské v jejím přirozeném prostředí. V zoologických sbírkách na celém světě je pouze pět lebek této vzácné kočkovité šelmy. Teprve v dubnu 2004 se podařilo odchytit jednu samici a vybavit jí telemetrickým obojkem, následně bylo odchyceno a označeno ještě dalších devět jedinců. Sledování ukázalo, že kočky horské jsou aktivní hlavně v noci nebo jsou diurnální (aktivní za soumraku a - o něco méně - za úsvitu). Jsou samotářské a sdružují se jen v době páření.
Jedná se o rychlého a mrštného predátora s dobrými skokanskými a manévrovacími schopnostmi. Jeho hlavní kořistí jsou andské druhy hlodavců, na jejíchž lov se specializuje; je to hlavně viskača (Lagostomus maximus), činčila krátkoocasá (Chinchilla chinchilla) a činčily rodu Lagidium, jako je činčila ušatá (Lagidium viscacia) nebo činčila horská (Lagidium peruanum). Pravděpodobně loví také další malé hlodavce, jako jsou tukotuko, myši a krysy. Hlodavci tvoří přinejmenším 2/3 potravy, ale někdy to může být až 100 %. Je schopna zabít i zajíce, malé a středně velké ptáky a plazy. Doplňkovou potravou může být i hmyz. Bylo zaznamenáno, že před ní prchal pes horský. Ale spíše než, že by šlo o kočičí kořist, se to zdá naznačovat dominanci kočky v případném kompetičním vztahu.
Kočka horská vykazuje několik jedinečných rysů chování. Předně se nebojí lidí. Pozorovatelé se k ní mohou dostat doslova na pár metrů a jsou při tom zcela ignorováni. To však činí tuto šelmu velmi zranitelnou vůči odchytu a lovu, domorodci ji často loví tak, že k ní přijdou a hodí po ní kámen. Její teritorium je na malou kočku velmi rozsáhlé, jde mnohdy o desítky km². Jedna samice s obojkem se během osmiměsíčního sledovaného období v roce 2004 pohybovala na území 65,5 km². Kočky horské žijí zřejmě tak, že tráví několik dní v konkrétní kolonii viskač (nebo činčil), kde loví a odpočívají. Po určité době se přesunou do jiné kolonie.

### Rozmnožování
Věrohodných informací o rozmnožování existuje naprosté minimum a to i z toho důvodu, že kočka není chována v zajetí. K páření dochází zřejmě na jaře, porod koťat pak následuje v létě, nicméně podle svědectví domorodců se kočky páří mezi červencem a srpnem a mláďata přicházejí ne svět v září či v říjnu. Ve vrhu bývá jedno až dvě mláďata, přičemž dvě jsou zřejmě častější. 

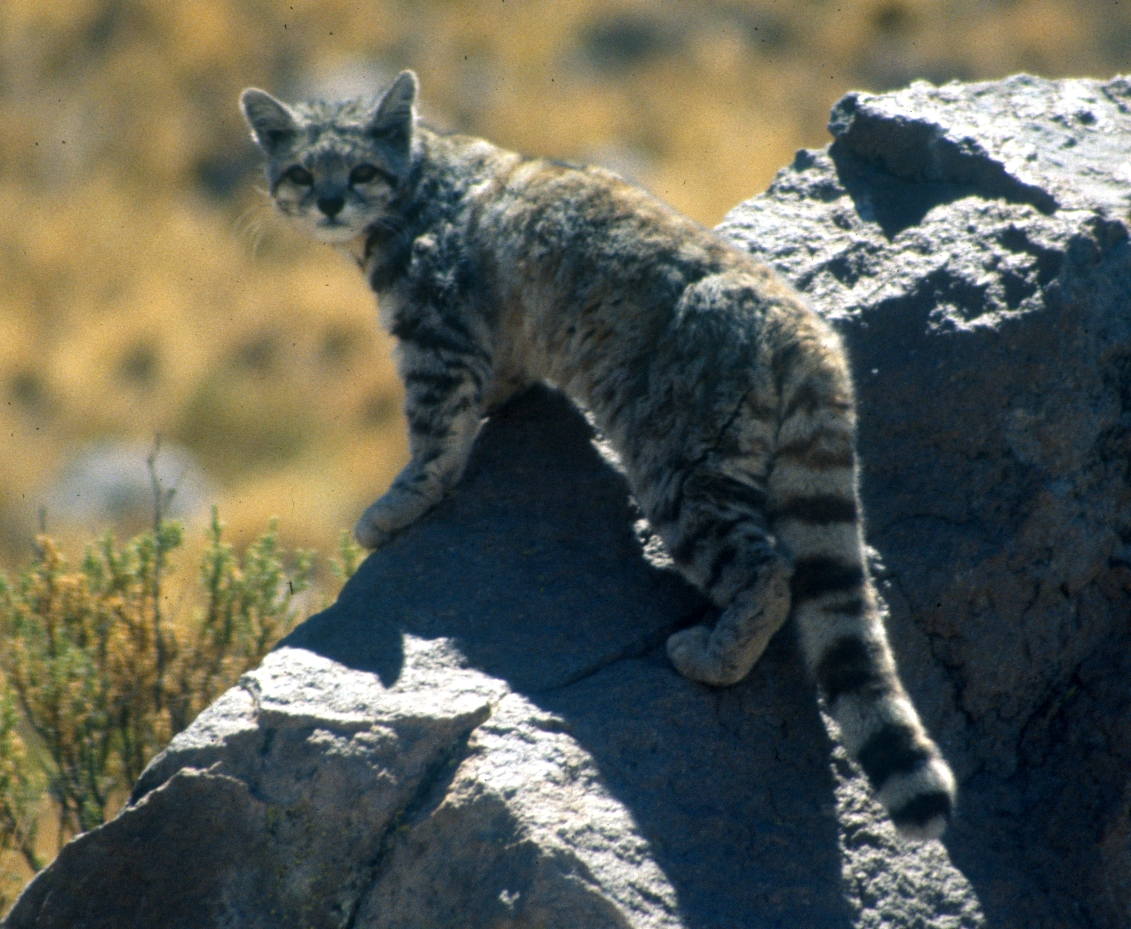
Kočka horská na vzácné fotografii z roku 2009

## Populace
V letech 2007 až 2016 provedli vědci několik průzkumů teritorií, hustoty a lokálních populací kočky horské. Mezinárodní svaz ochrany přírody (IUCN) tyto výzkumy vyhodnotil a odhadl, že k roku 2016 žilo ve volné přírodě 1378 dospělých jedinců v celkem 10 subpopulacích. Při tom se zjistilo, že druh má velmi nízkou genetickou variabilitu a tvoří dvě hlavní výrazně oddělené populace.

## Ohrožení a ochrana
Až do začátku 21. století se mělo za to, že hlavní hrozbou pro kočku horskou je nelegální lov kvůli kožešině. V roce 2008 byl tento názor opraven a za nejdůležitější hrozbu byla označena ztráta a fragmentace životního prostředí. Konkrétně jde o tyto problémy: expanze zemědělství, především nevhodné pastevectví a vysávání horských vodních zdrojů pro potřeby těžby a průmyslu. Dále zvířata ohrožuje velký rozvoj těžby ropy v Patagonii. Lov místními lidmi je poměrně intenzivní, neboť zemědělci se domnívají, že jim kočka zabíjí mláďata dobytka a drůbež. Domácí nebo pastevečtí psi mohou být další hrozbou, neboť je známo mnoho případů, kdy kočku pronásledovali a zabili.
Dalším důvodem, proč jsou kočky horské tak vzácné, může být jejich potravní specializace. Činčily a viskačy žijí v malých koloniích (maximálně 60 jedinců) a jejich výskyt je roztroušený. Proto má kočka horská velké teritorium a malou populační hustotu. Například populace činčily krátkoocasé byla zmasakrována kvůli kvalitní kožešině na počátku 20. století, což rozhodně mohlo negativně ovlivnit populaci kočky horské. I ostatní druhy viskač a činčil byly a jsou loveny. Je-li kočka horská potravním specialistou, hlavní příčinou vzácnosti kočky horské by pak byl nedostatek potravy v důsledku nadměrného lovu její hlavní kořisti člověkem.
Oficiálně je kočka horská chráněná ve všech čtyřech státech, kde se vyskytuje. IUCN vede kočku horskou jako ohrožený druh. Úmluva CITES jí zařazuje do přílohy I., čili obchod s ní je zakázán či přísně omezen. Ochranou kočky horské se kromě jiného zabývá nezisková organizace Alianza Gato Andino (Andean Cat Alliance).

### Mýty a pověry
Indiáni kočky horské a pampové většinou mezi sebou nerozlišují. Nazývají je obvykle titi nebo osqhollo (i když mají i další názvy) a považují je za posvátná zvířata, což jim však nijak nebrání je z mnoha různých důvodů lovit. Vycpané kočky nebo jejich kůže jsou používány při ceremoniích, které mají zajistit dobrou úrodu anebo produktivitu domácích zvířat. Mezi obyvateli horských oblastí And existují další pověry, které se mnohdy podle komunity liší. Kdo prý spatří kočku horskou, musí ji co nejdříve zabít a bude mít rok štěstí a společenské uznání. Jiní domorodci mají zato, že pouhé spatření kočky přináší smůlu. Někteří lidé věří, že je v kočce spoutána zlá síla, kterou mohou využít ve svůj prospěch.